# Conill de les illes Amami
El conill de les illes Amami (Pentalagus furnessi), conegut localment com a [ʔosaɡi] en amami o アマミノクロウサギ (Amami no kuro-usagi) en japonès, és una espècie de conill de pelatge fosc que només es troba a Amami Ōshima i Tokunoshima, dues petites illes situades entre el sud de Kyūshū i Okinawa, a la prefectura japonesa de Kagoshima (malgrat que estan més a prop d'Okinawa). Aquesta espècie, sovint reconeguda com a fòssil vivent, és el vestigi d'una antiga població de conills que, després d'extingir-se a l'Àsia continental, actualment només perduren en aquestes dues petites illes japoneses.

## Biologia

### Dieta
El conill de les illes Amami s'alimenta de més de 29 espècies de plantes diferents, incloent-hi 12 plantes herbàcies, amb preferència pels brots tendres i les glans. A més a més, es menja les núcules i el càmbium d'una àmplia gamma d'espècies vegetals. Se n'han observat exemplars alimentant-se de l'escorça de les tiges i els branquillons de matolls. A l'estiu, la major part de la seva dieta es compon d'eulàlia, mentre que a l'hivern consumeix principalment glans de roure.

### Morfologia
El conill de les illes Amami té les potes posteriors curtes, el cos una mica voluminós i unes urpes grosses i corbes que utilitza per excavar i, de vegades, per enfilar-se a llocs. Les orelles i els ulls són força petits en comparació amb els d'altres lepòrids (llebres i conills). El pelatge és espès, llanós i fosc, de color marró a la part superior i marró rogenc als flancs. Aquest conill té unes urpes pesants, llargues i molt fortes que són gairebé completament rectes a les potes anteriors i corbes a les posteriors. Pesa entre 2,5 i 2,8 kg de mitjana.

### Hàbitat i distribució
L'hàbitat ideal d'aquest conill són els mosaics de boscos madurs i joves. Fa servir els espessos boscos madurs com a refugi i n'obté eulàlia (a l'estiu) i glans (a l'hivern). A més a més, aprofita l'alta densitat d'herbes perennes i sotabosc herbaci dels boscos joves per alimentar-se en diferents estacions. Així doncs, el seu hàbitat òptim es troba allà on pugui accedir tant a boscos madurs com joves que no estiguin separats per obstacles.
Basant-se en el recompte de pèl·lets fecals i censos de residents, s'ha calculat que en queden 2.000-4.800 exemplars a Amami Ōshima i 120-300 a Tokunoshima.

### Comportament
El conill de les illes Amami és una espècie forestal nocturna que es reprodueix una vegada a la primavera i una altra a la tardor. Cada ventrada es compon d'un o dos llorigons. Durant el dia, la mare fa un sot a terra per amagar-hi els llorigons. De nit, obre l'entrada al cau tot vigilant que no vinguin depredadors (com ara serps verinoses), alleta les cries i torna a tapar el sot amb terra i matèria vegetal fent servir les potes anteriors. El conill de les illes Amami s'amaga a llocs com coves per dormir durant el dia. S'ha destacat la semblança de la seva crida amb la de les piques.

## Estat de conservació

### Amenaces
Fins al 1921, la caça i la captura eren un dels motius del declivi del conill de les illes Amami. Aquell any, el Japó declarà l'espècie «monument natural», de manera que la seva caça passava a ser il·legal. Quatre dècades més tard, el 1963, fou elevada a la categoria de «monument natural especial», fet que significava que a partir d'aleshores també era il·legal capturar-la.
La principal amenaça per al conill de les illes Amami és la destrucció del seu hàbitat com a resultat d'activitats com la tala d'arbres, l'expansió dels camps de conreu i la construcció de nous habitatges. Com que necessita mosaics de boscos madurs i joves, no pot prosperar únicament en un d'aquests dos tipus de boscos. S'han impulsat projectes que podrien desembocar en la destrucció del seu hàbitat per construir-hi camps de golf i complexos turístics. Aquests projectes no es consideren il·legals perquè, tot i que pertorben el medi d'un monument natural especial, no maten els conills directament.
Els depredadors invasors també representen una greu amenaça per al conill de les illes Amami i en són una de les principals causes del declivi. A l'illa d'Amami, les mangostes de Java s'han multiplicat des que hi foren introduïdes per controlar una serp verinosa local i, juntament amb gats i gossos ferals, estan delmant les poblacions de conills. Els gats ferals i les mangostes de Java tenen un efecte nefast no només sobre el conill de les illes Amami, sinó també sobre altres endemismes de les illes en perill d'extinció, com ara el gaig de Lidth.

### Conservació
El juliol del 2008, el personal encarregat de la conservació del medi ambient a les illes Amami obtingué una fotografia d'un gat feral que portava el cadàver d'un conill. Anteriorment ja s'havien trobat ossos i pèls de conill en excrements de gats i gossos. Aquests fets suscitaren un debat sobre com controlar millor els animals domèstics. Una petita part d'Amami Ōshima queda coberta pel Parc Nacional d'Amami Guntō, que confereix un nivell addicional de protecció al conill de les illes Amami. S'ha provat de restaurar-ne l'hàbitat, però necessita un mosaic de boscos madurs i joves i rarament s'endinsa en boscos acabats de plantar. A més a més, s'estan duent a terme investigacions i projectes de seguiment de les poblacions per intentar, com a mínim, aturar-ne declivi.
Entre les noves mesures que s'han proposat de cara al futur hi ha la restauració del seu hàbitat i el control de les poblacions de depredadors. A l'extrem meridional d'Amami Ōshima encara hi ha un equilibri sa de boscos madurs i joves que cal protegir. La imposició de restriccions a la tala d'arbres també ajudaria a conservar l'hàbitat del conill. La prohibició de les pistes forestals utilitzades per la indústria fustera i els desplaçaments reforçaria la protecció encara més, car es tracta d'una infraestructura que destrueix i fragmenta l'hàbitat i les poblacions del conill i facilita l'accés dels depredadors a la part interior dels boscos, on resideixen la majoria de conills. El control de les poblacions de mangostes i gossos i gats ferals també contribuiria a protegir les poblacions del conill.
El Grup d'Especialistes en Lagomorfs de la Unió Internacional per a la Conservació de la Natura i els Recursos Naturals (UICN) presentà un pla de conservació el 1990. A finals de la mateixa dècada, el 1999, el Ministeri de Medi Ambient del Japó establí el Centre de Conservació de la Fauna i Flora d'Amami, que des d'aleshores ha declarat el conill de les illes Amami espècie amenaçada i ha posat en marxa un programa d'erradicació de les mangostes.